# خط خشن
در کالبدشناسی، خط خشن (لاتین: Linea aspera) خط طولی خشنی است که در پشت استخوان ران دیده می‌شود.
در سطح پشتی (خلفی) تنه استخوان ران (فمور) در ناحیه یک سوم میانی آن از بالا تا پایین، یک برجستگی طولی وجود دارد که به آن خط خشن می‌گویند. این خط دارای دو لبه داخلی و خارجی است. لبه‌های خط خشن در ثلث‌های فوقانی و تحتانی از همدیگر فاصله می‌گیرند.